# Parahyliota serricollis
Parahyliota serricollis là một loài bọ cánh cứng trong họ Silvanidae. Loài này được Candeze miêu tả khoa học năm 1861.